# Andrzej Nowak (inżynier)
Andrzej Stanisław Nowak (ur. 31 października 1945 w Świętochłowicach) – polski naukowiec, profesor nauk technicznych o specjalności inżynieria lądowa, niezawodność konstrukcji, konstrukcje mostowe. Profesor Auburn University w USA. 

## Życiorys
Urodził się w 1945 w Świętochłowicach w województwie śląskim. W 1970 ukończył studia magisterskie na Wydziale Inżynierii Lądowej Politechniki Warszawskiej. Na tym samym wydziale w 1975 roku obronił doktorat. 22 stycznia 2007 otrzymał tytuł profesora nauk technicznych. 21 czerwca 2017 otrzymał tytuł doktora honorowego PW. Jest profesorem honorowym PW i Politechniki Krakowskiej. 
W działalności naukowo-badawczej zajmuje się zagadnieniami w zakresie teorii niezawodności konstrukcji budowlanych, zwłaszcza mostowych. Szczególnie interesuje się oceną ryzyka i niezawodności konstrukcji. Przyczynił się do powstania nowej generacji norm amerykańskich w zakresie projektowania konstrukcji budowlanych. Opracował procedurę do kalibracji współczynników obliczeniowych oraz szereg metod badań polowych konstrukcji mostowych. 
W latach 1970–1976 był adiunktem na Wydziale Inżynierii PW. Następnie w latach 1976–1978 był pracownikiem naukowo–badawczym University of Waterloo w Kanadzie. W latach 1978–1979 został zatrudniony na stanowisku assistant professor State University of New York w Buffalo w USA. W latach 1979–2004 był związany z University of Michigan w Ann Arbor w USA. Na wydziale inżynierii cywilnej był tam zatrudniany kolejno: od 1979 na stanowisku assistant professor, od 1984 – associate professor, od 1985 – associate professor with tenure i od 1990 na stanowisku professor. W latach 2005–2013 był zatrudniony na stanowisku distinguished professor of engineering na University of Nebraska w Lincoln w USA. Od 2013 profesor i dziekan Department of Civil Engineering Auburn University w USA.  
Ponadto odbywał staże jako visiting professor na Politechnice Federalnej w Zurychu w Szwajcarii (1987), Uniwersytecie Technicznym w Monachium w Niemczech (1987), Uniwersytecie Technicznym w Berlinie w Niemczech (1993), Uniwersytecie Technicznym w Delft w Holandia (2000) i na Kansai University w Japonii (2000).

## Nagrody i wyróżnienia
- Elton & Lois G. Huff Eminent Scholar Chair w Auburn University (2013),
- Robert W. Brightfelt Professorship of Engineering w University of Nebraska,
- Moisseiff Medal,
- Casimir Gzowski Medal,
- Krzyż Oficerski Orderu Odrodzenia Polski (2014)[6],
- Złota Odznaka i Medal Drzewieckiego,
- Medal im. prof. Stefana Kaufmana nadany przez PZITB (2017)[7],
- Medal Politechniki Warszawskiej (2005)[5].

## Wybrane publikacje
- Nowak Andrzej S., Collins Kevin R., Reliability of structures, CRC Press, Boca Raton, 2013, ISBN 978-0-415-67575-8.
- Nowak Andrzej S., Making buildings safer for people: during hurricanes, earthquakes, and fires, Van Nostrand Reinhold, New York, 1990, ISBN 978-0-442-26473-4.
- Nowak Andrzej S., Podhorecki A., Bridges: tradition and future, University of Technology and Life Sciences Press, Bydgoszcz, 2013, ISBN 978-83-64235-06-1.
- Das Parag C., Frangopol Dan M., Nowak Andrzej S., Current and future trends in bridge design, construction and maintenance 2: safety, economy, sustainability and aesthetics; proceedings of the international conference, Telford, London, 2001, ISBN 978-0-7277-3091-6.